# MHEG-5
MHEG-5, o ISO/IEC 13522-5, è una parte di un insieme di standard internazionali relativi alla presentazioni di informazioni multimediali; si tratta di un linguaggio di programmazione adatto a chioschi multimediali e servizi televisivi interattivi, standardizzato dal Multimedia and Hypermedia Experts Group (MHEG).

## Caratteristiche
Un'applicazione MHEG-5 consiste in un insieme di scene fra cui l'utente si può muovere, ogni scena contiene degli elementi grafici (testo, immagini e video) e blocchi di codice. Tale codice permette l'esecuzione di azioni elementari, come per esempio la modifica di un testo visualizzato, e viene eseguito in risposta ad eventi predefiniti (pressione di un tasto, ...).
Dal punto di vista tecnico si tratta di un linguaggio dichiarativo object-based.

## Uso
MHEG-5 è comunemente usato per descrivere servizi di televisione interattiva: è stato scelto per questa finalità da Regno Unito, Irlanda, Nuova Zelanda e Hong Kong.

## Vedere anche
- Multimedia Home Platform (MHP), una tecnologia alternativa adottata in molti paesi per i servizi interattivi della televisione digitale.